# Campeonato Mundial de Natación de 2005
El XI Campeonato Mundial de Natación se celebró en Montreal (Canadá) entre el 16 y el 31 de julio de 2005. Fue organizado por la Federación Internacional de Natación (FINA) y la Federación Canadiense de Natación. Participaron un total de 1.784 atletas representantes de 144 federaciones nacionales.

## Instalaciones
Se realizaron competiciones de natación, natación sincronizada, saltos, natación en aguas abiertas y waterpolo. Las instalaciones utilizadas por deporte fueron:
- Piscinas del Parc Jean-Drapeau: natación, natación sincronizada y saltos
- Pavillon des Baigneurs en Île Sainte-Hélène: waterpolo
- Olympic Rowing Basin Île Notre-Dame: natación en aguas abiertas

## Resultados de natación

### Masculino
| Evento                           | Oro                                                                             | Plata                                                                                      | Bronce                                                                         |
| -------------------------------- | ------------------------------------------------------------------------------- | ------------------------------------------------------------------------------------------ | ------------------------------------------------------------------------------ |
| 50 m libre (30.07)               | Roland Schoeman Sudáfrica 21,69 s                                               | Duje Draganja · Croacia · 21,89 s                                                          | Bartosz Kizierowski · Polonia · 21,94 s                                        |
| 100 m libre (28.07)              | Filippo Magnini · Italia · 48,12                                                | Roland Schoeman Sudáfrica 48,28                                                            | Ryk Neethling Sudáfrica 48,34                                                  |
| 200 m libre (26.07)              | Michael Phelps Estados Unidos 1:46,20                                           | Grant Hackett Australia 1:46,14                                                            | Ryk Neethling Sudáfrica 1:46,63                                                |
| 400 m libre (24.07)              | Grant Hackett Australia 3:42,91                                                 | Yuri Prilukov · Rusia · 3:44,44                                                            | Oussama Mellouli Túnez 3:46,08                                                 |
| 800 m libre (27.07)              | Grant Hackett Australia 7:38,65 (RM)                                            | Larsen Jensen Estados Unidos 7:45,63                                                       | Yuri Prilukov · Rusia · 7:46,64                                                |
| 1500 m libre (31.07)             | Grant Hackett Australia 14:42,58                                                | Larsen Jensen Estados Unidos 14:47,58                                                      | David Davies Reino Unido 14:48,11                                              |
| 50 m espalda (31.07)             | Aristeidis Grigoriadis · Grecia · 24,95                                         | Matt Welsh Australia 24,99                                                                 | Liam Tancock Reino Unido 25,02                                                 |
| 100 m espalda (26.07)            | Aaron Peirsol Estados Unidos 53,62                                              | Randall Bal Estados Unidos 53,02                                                           | László Cseh · Hungría · 54,27                                                  |
| 200 m espalda (29.07)            | Aaron Peirsol Estados Unidos 1:54,66 (RM)                                       | Markus Rogan · Austria · 1:56,63                                                           | Ryan Lochte Estados Unidos 1:57,00                                             |
| 50 m braza (27.07)               | Mark Warnecke · Alemania · 27,63                                                | Mark Gangloff Estados Unidos 27,71                                                         | Kosuke Kitajima Japón 27,78                                                    |
| 100 m braza (25.07)              | Brendan Hansen Estados Unidos 59,37                                             | Kosuke Kitajima Japón 59,53                                                                | Hugues Dubosq Francia 1:00,20                                                  |
| 200 m braza (29.07)              | Brendan Hansen Estados Unidos 2:09,85                                           | Michael Brown · Canadá · 2:11,22                                                           | Genki Imamura Japón 2:11,54                                                    |
| 50 m mariposa (25.07)            | Roland Schoeman Sudáfrica 22,96 (RM)                                            | Ian Crocker Estados Unidos 23,12                                                           | Sergi Breus · Ucrania · 23,38                                                  |
| 100 m mariposa (30.07)           | Ian Crocker Estados Unidos 50,40 (RM)                                           | Michael Phelps Estados Unidos 51,65                                                        | Andri Serdinov · Ucrania · 52,08                                               |
| 200 m mariposa (27.07)           | Paweł Korzeniowski · Polonia · 1:55,02                                          | Takeshi Matsuda Japón 1:55,62                                                              | Wu Peng China 1:56,50                                                          |
| 200 m cuatro estilos (28.07)     | Michael Phelps Estados Unidos 1:56,68                                           | László Cseh · Hungría · 1:57,61                                                            | Ryan Lochte Estados Unidos 1:57,79                                             |
| 400 m cuatro estilos (31.07)     | László Cseh · Hungría · 4:09,63                                                 | Luca Marin · Italia · 4:11,67                                                              | Oussama Mellouli Túnez 4:13,47                                                 |
| 4 × 100 m libre (24.07)          | Estados Unidos Michael Phelps Neil Walker Nate Dusing Jason Lezak 3:13,77       | Canadá · Yannick Lupien · Rick Say · Mike Mintenko · Brent Hayden · 3:16,44                | Australia Michael Klim Andrew Mewing Leith Brodie Patrick Murphy 3:17,56       |
| 4 × 200 m libre (29.07)          | Estados Unidos Michael Phelps Ryan Lochte Peter Vanderkaay Klete Keller 7:06,58 | Canadá · Brent Hayden · Colin Russell · Rick Say · Andrew Hurd · 7:09,73                   | Australia Nicholas Sprenger Patrick Murphy Andrew Mewing Grant Hackett 7:10,59 |
| 4 × 100 m cuatro estilos (31.07) | Estados Unidos Aaron Peirsol Brendan Hansen Ian Crocker Jason Lezak 3:31,85     | Rusia · Arkadi Viatchanin · Dmitri Komornikov · Igor Marchenko · Andrei Kapralov · 3:35,08 | Japón Tomomi Morita Kosuke Kitajima Ryo Takayasu Daisuke Hosokawa 3:35,40      |

- RM – Récord mundial.

### Femenino
| Evento                           | Oro                                                                              | Plata                                                                                  | Bronce                                                                                 |
| -------------------------------- | -------------------------------------------------------------------------------- | -------------------------------------------------------------------------------------- | -------------------------------------------------------------------------------------- |
| 50 m libre (31.07)               | Lisbeth Lenton Australia 24,59 s                                                 | Marleen Veldhuis · Países Bajos · 24,83 s                                              | Zhu Yingwen China 24,91 s                                                              |
| 100 m libre (29.07)              | Jodie Henry Australia 54,18                                                      | Malia Metella Francia Natalie Coughlin Estados Unidos 54,74                            |                                                                                        |
| 200 m libre (27.07)              | Solenne Figuès Francia 1:58,60                                                   | Federica Pellegrini · Italia · 1:58,73                                                 | Yang Yu · China · Josefin Lillhage · Suecia · 1:59,08                                  |
| 400 m libre (24.07)              | Laure Manaudou Francia 4:06,44                                                   | Ai Shibata Japón 4:06,74                                                               | Caitlin McClatchey Reino Unido 4:07,25                                                 |
| 800 m libre (30.07)              | Kate Ziegler Estados Unidos 8:25,31                                              | Britanny Reimer · Canadá · 8:27,59                                                     | Ai Shibata Japón 8:27,86                                                               |
| 1500 m libre (26.07)             | Kate Ziegler Estados Unidos 16:00,41                                             | Flavia Rigamonti · Suiza · 16:04,34                                                    | Britanny Reimer · Canadá · 16:07,73                                                    |
| 50 m espalda (28.07)             | Giaan Rooney Australia 28,63                                                     | Gao Chang China 28,69                                                                  | Antje Buschschulte · Alemania · 28,72                                                  |
| 100 m espalda (26.07)            | Kirsty Coventry Zimbabue 1:00,24                                                 | Antje Buschschulte · Alemania · 1:00,84                                                | Natalie Coughlin Estados Unidos 1:00,88                                                |
| 200 m espalda (30.07)            | Kirsty Coventry Zimbabue 2:08,52                                                 | Margaret Hoelzer Estados Unidos 2:09,94                                                | Reiko Nakamura Japón 2:10,41                                                           |
| 50 m braza (31.07)               | Jade Edmistone Australia 30,45 (RM)                                              | Jessica Hardy Estados Unidos 30,85                                                     | Brooke Hanson Australia 30,89                                                          |
| 100 m braza (26.07)              | Leisel Jones Australia 1:06,25                                                   | Jessica Hardy Estados Unidos 1:06,62                                                   | Tara Kirk Estados Unidos 1:07,43                                                       |
| 200 m braza (29.07)              | Leisel Jones Australia 2:21,72 (RM)                                              | Anne Poleska · Alemania · 2:25,84                                                      | Mirna Jukić · Austria · 2:27,11                                                        |
| 50 m mariposa (30.07)            | Danni Miatke Australia 26,11                                                     | Anna-Karin Kammerling · Suecia · 26,36                                                 | Therese Alshammar · Suecia · 26,39                                                     |
| 100 m mariposa (25.07)           | Jessicah Schipper Australia 57,23                                                | Lisbeth Lenton Australia 57,37                                                         | Otylia Jędrzejczak · Polonia · 58,57                                                   |
| 200 m mariposa (28.07)           | Otylia Jędrzejczak · Polonia · 2:05,61 (RM)                                      | Jessicah Schipper Australia 2:05,65                                                    | Yuko Nakanishi Japón 2:09,40                                                           |
| 200 m cuatro estilos (25.07)     | Katie Hoff Estados Unidos 2:10,41                                                | Kirsty Coventry Zimbabue 2:11,13                                                       | Lara Carroll Australia 2:13,32                                                         |
| 400 m cuatro estilos (31.07)     | Katie Hoff Estados Unidos 4:36,07                                                | Kirsty Coventry Zimbabue 4:39,72                                                       | Kaitlin Sandeno Estados Unidos 4:40,85                                                 |
| 4 × 100 m libre (24.07)          | Australia Jodie Henry Alice Mills Shayne Reese Lisbeth Lenton 3:37,32            | Alemania · Petra Dallmann · Antje Buschschulte · Annika Liebs · Daniela Götz · 3:38,24 | Estados Unidos Natalie Coughlin Kara Lynn Joyce Lacey Nymeyer Amanda Weir 3:38,31      |
| 4 × 200 m libre (28.07)          | Estados Unidos Natalie Coughlin Katie Hoff Whitney Myers Kaitlin Sandeno 7:53,70 | Australia Lisbeth Lenton Shayne Reese Bronte Barratt Linda Mackenzie 7:54,06           | China Zhu Yingwen Pang Jiaying Zhou Yafei Yang Yu 7:57,29                              |
| 4 × 100 m cuatro estilos (30.07) | Australia Sophie Edington Leisel Jones Jessicah Schipper Lisbeth Lenton 3:57,47  | Estados Unidos Natalie Coughlin Jessica Hardy Rachel Komisarz Amanda Weir 3:59,92      | Alemania · Antje Buschschulte · Sarah Poewe · Annika Mehlhorn · Daniela Götz · 4:02,51 |

- RM – Récord mundial.

### Medallero
| Núm. | País           | Oro | Plata | Bronce | Total |
| ---- | -------------- | --- | ----- | ------ | ----- |
| 1    | Estados Unidos | 15  | 11    | 6      | 32    |
| 2    | Australia      | 13  | 5     | 4      | 22    |
| 3    | Zimbabue       | 2   | 2     | 0      | 4     |
| 4    | Sudáfrica      | 2   | 1     | 2      | 5     |
| 5    | Francia        | 2   | 1     | 1      | 4     |
| 6    | Polonia        | 2   | 0     | 2      | 4     |
| 7    | Alemania       | 1   | 3     | 2      | 6     |
| 8    | Italia         | 1   | 2     | 0      | 3     |
| 9    | Hungría        | 1   | 1     | 1      | 3     |
| 10   | Grecia         | 1   | 0     | 0      | 1     |
| 11   | Canadá         | 0   | 4     | 1      | 5     |
| 12   | Japón          | 0   | 3     | 6      | 9     |
| 13   | Rusia          | 0   | 2     | 1      | 3     |
| 14   | China          | 0   | 1     | 4      | 5     |
| 15   | Suecia         | 0   | 1     | 2      | 3     |
| 16   | Austria        | 0   | 1     | 1      | 2     |
| 17   | Croacia        | 0   | 1     | 0      | 1     |
| 17   | Países Bajos   | 0   | 1     | 0      | 1     |
| 17   | Suiza          | 0   | 1     | 0      | 1     |
| 20   | Reino Unido    | 0   | 0     | 3      | 3     |
| 21   | Túnez          | 0   | 0     | 2      | 2     |
| 21   | Ucrania        | 0   | 0     | 2      | 2     |
|      | TOTAL          | 40  | 41    | 40     | 121   |

## Resultados de saltos

### Masculino
| Evento                          | Oro                                               | Plata                                                  | Bronce                                          |
| ------------------------------- | ------------------------------------------------- | ------------------------------------------------------ | ----------------------------------------------- |
| Trampolín 1 m (21.07)           | Alexandre Despatie · Canadá · 489,69 pts.         | Xu Xiang China 445,68 pts.                             | Wang Feng China 445,56 pts.                     |
| Trampolín 3 m (19.07)           | Alexandre Despatie · Canadá · 813,60              | Troy Dumais Estados Unidos 752,76                      | He Chong China 730,77                           |
| Plataforma 10 m (23.07)         | Hu Jia China 698,01                               | José Antonio Guerra Oliva · Cuba · 691,14              | Gleb Galperin · Rusia · 656,19                  |
| Trampolín 3 m sincro. (17.07)   | He Chong Wang Feng China 384,42                   | Tobias Schellenberg · Andreas Wels · Alemania · 364,59 | Justin Dumais Troy Dumais Estados Unidos 360,27 |
| Plataforma 10 m sincro. (24.07) | Dmitri Dobroskok · Gleb Galperin · Rusia · 392,88 | Yang Jinghui Hu Jia China 374,79                       | Peter Waterfield Leon Taylor Reino Unido 367,95 |

### Femenino
| Evento                          | Oro                                       | Plata                                               | Bronce                                                 |
| ------------------------------- | ----------------------------------------- | --------------------------------------------------- | ------------------------------------------------------ |
| Trampolín 1 m (18.07)           | Blythe Hartley · Canadá · 325,65          | Wu Minxia China 299,70                              | Heike Fischer · Alemania · 299,46                      |
| Trampolín 3 m (22.07)           | Guo Jingjing China 645,54                 | Wu Minxia China 619,05                              | Tania Cagnotto · Italia · 591,27                       |
| Plataforma 10 m (20.07)         | Laura Ann Wilkinson Estados Unidos 564,87 | Loudy Tourky Australia 551,25                       | Jia Tong China 550,98                                  |
| Trampolín 3 m sincro. (24.07)   | Li Ting Guo Jingjing China 349,80         | Ditte Kotzian · Conny Schmalfuß · Alemania · 319,05 | Kristina Ishchenko · Olena Fedorova · Ucrania · 308,82 |
| Plataforma 10 m sincro. (17.07) | Jia Tong Yuan Peilin China 351,60         | Loudy Tourky Chantelle Newbery Australia 334,89     | Meaghan Benfeito · Roseline Filion · Canadá · 328,80   |

### Medallero
| Núm. | País           | Oro | Plata | Bronce | Total |
| ---- | -------------- | --- | ----- | ------ | ----- |
| 1    | China          | 5   | 4     | 3      | 12    |
| 2    | Canadá         | 3   | 0     | 1      | 4     |
| 3    | Estados Unidos | 1   | 1     | 1      | 3     |
| 4    | Rusia          | 1   | 0     | 1      | 2     |
| 5    | Alemania       | 0   | 2     | 1      | 3     |
| 6    | Australia      | 0   | 2     | 0      | 2     |
| 7    | Cuba           | 0   | 1     | 0      | 1     |
| 8    | Italia         | 0   | 0     | 1      | 1     |
| 8    | Reino Unido    | 0   | 0     | 1      | 1     |
| 8    | Ucrania        | 0   | 0     | 1      | 1     |
|      | TOTAL          | 10  | 10    | 10     | 30    |

## Resultados de natación en aguas abiertas

### Masculino
| Evento        | Oro                                    | Plata                                | Bronce                            |
| ------------- | -------------------------------------- | ------------------------------------ | --------------------------------- |
| 5 km (17.07)  | Thomas Lurz · Alemania · 51:17,2       | Chip Peterson Estados Unidos 51:18,8 | Simone Ercoli · Italia · 51:18,9  |
| 10 km (20.07) | Chip Peterson Estados Unidos 1:46:38,1 | Thomas Lurz · Alemania · 1:46:45,2   | Petar Stoichev Bulgaria 1:46:50,4 |
| 25 km         | David Meca · España · 5:00:21,4        | Brendan Capell Australia 5:00:23,6   | Petar Stoichev Bulgaria 5:00:28,4 |

### Femenino
| Evento        | Oro                                       | Plata                                 | Bronce                                  |
| ------------- | ----------------------------------------- | ------------------------------------- | --------------------------------------- |
| 5 km (17.07)  | Larisa Ilchenko · Rusia · 55:40,1         | Margy Keefe Estados Unidos 55:44,3    | Edith van Dijk · Países Bajos · 55:46,6 |
| 10 km (.07)   | Edith van Dijk · Países Bajos · 1:56:00,5 | Frederica Vitale · Italia · 1:56:02,5 | Britta Kamrau · Alemania · 1:56:04,0    |
| 25 km (22.07) | Edith van Dijk · Países Bajos · 5:25:06,6 | Britta Kamrau · Alemania · 5:25:06,9  | Laura La Piana · Italia · 5:25:11,5     |

### Medallero
| Núm. | País           | Oro | Plata | Bronce | Total |
| ---- | -------------- | --- | ----- | ------ | ----- |
| 1    | Países Bajos   | 2   | 0     | 1      | 3     |
| 2    | Alemania       | 1   | 2     | 1      | 4     |
| 3    | Estados Unidos | 1   | 2     | 0      | 3     |
| 4    | España         | 1   | 0     | 0      | 1     |
| 4    | Rusia          | 1   | 0     | 0      | 1     |
| 6    | Italia         | 0   | 1     | 2      | 3     |
| 7    | Australia      | 0   | 1     | 0      | 1     |
| 8    | Bulgaria       | 0   | 0     | 2      | 2     |
|      | TOTAL          | 6   | 6     | 6      | 18    |

## Resultados de natación sincronizada
| Evento                    | Oro | Plata | Bronce |
| ------------------------- | --- | --- | --- |
| Solo (21.07)              | Virginie Dedieu Francia 99,001 pts. | Natalia Ishchenko · Rusia · 98,250 pts. | Gemma Mengual · España · 97,417 pts. |
| Dúo (22.07)               | Anastasia Davidova · Anastasia Ermakova · Rusia · 99,084 | Gemma Mengual · Paola Tirados · España · 97,417                                                                                                  | Saho Harada Emiko Suzuki Japón 97,334 |
| Equipo (23.07)            | Maria Gromova · Natalia Ishchenko · Elvira Jasianova · Olga Kuzhela · Olga Larkina · Yelena Ovchinnikova · Svetlana Romashina · Anna Shorina · Rusia · 99,334                                           | Saho Harada Naoko Kawashima Kanako Kitao Hiromi Kobayashi Erika Komura Takako Konishi Ayako Matsumura Emiko Suzuki Masako Tachibana Japón 97,834 | Raquel Corral · Andrea Fuentes · Tina Fuentes · Thais Henriquez · Gemma Mengual · Gisela Moron · Irina Rodríguez · Paola Tirados · Cristina Violán · España · 97,750 |
| Combinación libre (20.07) | Anastasia Davidova · Anastasia Ermakova · Maria Gromova · Natalia Ishchenko · Elvira Jasiánova · Olga Kuzhela · Olga Larkina · Yelena Ovchinnikova · Svetlana Romashina · Anna Shorina · Rusia · 99,333 | Saho Harada Naoko Kawashima Kanako Kitao Hiromi Kobayashi Erika Komura Takako Konishi Ayako Matsumura Emiko Suzuki Masako Tachibana Japón 97,833 | Raquel Corral · Andrea Fuentes · Tina Fuentes · Thais Henríquez · Gemma Mengual · Gisela Morón · Irina Rodríguez · Paola Tirados · Cristina Violán · España · 97,167 |

### Medallero
| Núm. | País    | Oro | Plata | Bronce | Total |
| ---- | ------- | --- | ----- | ------ | ----- |
| 1    | Rusia   | 3   | 1     | 0      | 4     |
| 2    | Francia | 1   | 0     | 0      | 1     |
| 3    | Japón   | 0   | 2     | 1      | 3     |
| 4    | España  | 0   | 1     | 3      | 4     |
|      | TOTAL   | 4   | 4     | 4      | 12    |

## Resultados de waterpolo
- Resultados del torneo masculino
- Resultados del torneo femenino

| Evento    | Oro                 | Plata          | Bronce   |
| --------- | ------------------- | -------------- | -------- |
| Masculino | Serbia y Montenegro | Hungría ·      | Grecia · |
| Femenino  | Hungría ·           | Estados Unidos | Canadá · |

## Medallero total
| Núm. | País                | Oro | Plata | Bronce | Total |
| ---- | ------------------- | --- | ----- | ------ | ----- |
| 1    | Estados Unidos      | 17  | 15    | 7      | 39    |
| 2    | Australia           | 13  | 8     | 4      | 25    |
| 3    | China               | 5   | 5     | 7      | 17    |
| 4    | Rusia               | 5   | 3     | 2      | 10    |
| 5    | Canadá              | 3   | 4     | 3      | 10    |
| 6    | Francia             | 3   | 1     | 1      | 5     |
| 7    | Alemania            | 2   | 7     | 4      | 13    |
| 8    | Hungría             | 2   | 2     | 1      | 5     |
| 9    | Zimbabue            | 2   | 2     | 0      | 4     |
| 10   | Sudáfrica           | 2   | 1     | 2      | 5     |
| 11   | Países Bajos        | 2   | 1     | 1      | 4     |
| 12   | Polonia             | 2   | 0     | 2      | 4     |
| 13   | Italia              | 1   | 3     | 3      | 7     |
| 14   | España              | 1   | 1     | 3      | 5     |
| 15   | Grecia              | 1   | 0     | 1      | 2     |
| 16   | Serbia y Montenegro | 1   | 0     | 0      | 1     |
| 17   | Japón               | 0   | 5     | 7      | 12    |
| 18   | Suecia              | 0   | 1     | 2      | 3     |
| 19   | Austria             | 0   | 1     | 1      | 2     |
| 20   | Croacia             | 0   | 1     | 0      | 1     |
| 20   | Cuba                | 0   | 1     | 0      | 1     |
| 20   | Suiza               | 0   | 1     | 0      | 1     |
| 23   | Reino Unido         | 0   | 0     | 4      | 4     |
| 24   | Ucrania             | 0   | 0     | 3      | 3     |
| 25   | Bulgaria            | 0   | 0     | 2      | 2     |
| 25   | Túnez               | 0   | 0     | 2      | 2     |
|      | TOTAL               | 62  | 63    | 62     | 187   |